# Pokémon: The Electric Tale of Pikachu
Pokémon: The Electric Tale of Pikachu (с англ. — «Покемон: Электрическая история о Пикачу», яп. 電撃!ピカチュウ, дословно c яп. — «Удар электрическим током! Пикачу») — японский манга-сериал о Вселенной мира «Покемон», созданный Тосихиро Оно и публиковавшийся в детском журнале CoroCoro Comic. Отдельные главы были собраны в четыре тома танкобон и выпущены издательством Shogakukan. Все персонажи и сюжетные линии взяты из аниме «Покемон», хотя некоторые события и изображения персонажей немного отличаются от него, а сам мир имеет заметно более высокий уровень технологий.
В Японии манга выходила с 1997 по 1999 годы.

## Создание
Тосихиро Оно предложили создать мангу в дополнение к аниме-сериалу, который должен был начаться в апреле 1997 года, и предоставили его сценарий. Автор изменил истории, чтобы они соответствовали желаемому количеству страниц, используемых для каждой сюжетной линии.

### Отличия от аниме-сериала
- Эш путешествует в основном один, хотя Мисти и Брок часто появляются в качестве попутчиков.
- Эш носит красную куртку вместо синей, как и Рэд — протагонист игры Pokémon Red.
- Мисти в аниме 10 лет (столько же, сколько Эшу), но в этой манге ей 12.
- В манге есть главные и второстепенные персонажи, характерные для неё и не встречающиеся в аниме, такие как Страх Эша.
- В отличие от аниме, у Гэри есть сестра по имени Мэй, в которую влюблён Эш.
- Брок иногда добивается успеха, пытаясь «завоевать» девушек.
- Сабрина показана добрым и гуманным человеком, в отличие от других медиа, где она показана холодной и равнодушной к другим.
- Джесси и Джеймс в конечном итоге становятся парой и женятся.
- Чтобы стать тренером покемонов, необходимо получить профессиональную лицензию.
- Пойманным покемонам присваиваются «звания» в зависимости от их редкости. Покемоны ранга D (такие, как Манки) являются наиболее распространёнными, а покемоны ранга А (такие, как Клефейри) — самыми редкими.

## Издание в США
В 1998 году манга была выпущена в Соединённых Штатах издательством Viz Communications в синглах. Первый выпуск был продан тиражом 1 001 000 копий, что стало рекордом для комиксов с 1993 года. Позднее все главы — так же, как и в Японии — были выпущены в виде четырёх томов.
Все изображения были отзеркалены, чтобы соответствовать более привычному формату для американской аудитории.
До «Электрической сказки о Пикачу» Тосихиро Оно рисовал хентай, что отразилось и на данном произведении. Девушки в нём, в том числе и двенадцатилетняя Касуми (Мисти), имеют пышную грудь и открытые наряды. В американской версии наряды, показавшиеся локализаторам слишком откровенными, перерисованы на более закрытые. В 6-й главе 2-го тома манги, в сцене в горячих источниках, Касуми была показана голой (интимные места были прикрыты лишь мочалкой и руками). В американской версии эту сцену удалили полностью. Позднее при выпуске томов также были перерисованы и груди девушек на менее выдающиеся.

## Издание в Сингапуре
В Сингапуре манга была выпущена на английском языке издательством Chuang Yi. Использовался перевод американского издателя Viz Communications, но оригинальная рисовка. Вырезанные в американской версии сцены 6-й главы были переведены самостоятельно.